# Paddy Chayefsky
Sidney Aaron "Paddy" Chayefsky, född den 29 januari 1923 i Bronx, New York, död den 1 augusti 1981 i New York, var en amerikansk dramatiker, manusförfattare och romanförfattare. Han är den enda person som ensam tre gånger vunnit Academy Award för bästa filmmanus. De övriga som vunnit tre gånger – Woody Allen, Francis Ford Coppola, Charles Bracket och Billy Wilder – har samtliga delat utmärkelsen med medförfattare.

## Biografi

### Uppväxt
Född i Bronx av ukrainskjudiska föräldrar fick han sin utbildning vid DeWitt Clinton High School och sedan City College i New York. Han tog en examen i redovisning och studerade därefter språk vid Fordham University.

### Tjänstgöring
Under andra världskriget tjänstgjorde han i amerikanska armén, där han fick både Purple Heart och smeknamnet Paddy. Sårad vid Aachen i Tyskland, enligt rapporterna av en landmina, fick han tillfriskna från sina skador på ett militärsjukhus i Cirencester i England. Där skrev han manus och sångtexter till en musikal, No T.O. for love. Uppsättningen av musikalen på Scalateatern i West End i London var början på hans karriär vid teatern.

### Karriär
Efter kriget återvände Paddy till USA och arbetade på sin farbrors tryckeri, en erfarenhet som gav bakgrunden till hans teleplay, Printer's Measure (1953).
I slutet av 1940-talet började han arbeta heltid med noveller och radiomanus. Under 1950-talet gick hans produktion allt mera över mot TV-produktioner.
Under 1950- och 60-talen hade Chayefsky stora framgångar med bland annat flera stora uppsättningar på Broadway i New York. Han kom sedan att allt mera arbeta främst med filmmanus, med stora framgångar och ett flertal Oscarsnomineringar.
Han tillbringade också två år i Boston för att skaffa material till en science fiction-roman, men drabbades hårt av stress med en hjärtattack som följd.

### Död
Chayefsky dog i New York av cancer i augusti 1981 och är begravd på Kensico kyrkogården i Valhalla, Westminster County. Hans personliga arkiv finns hos Wisconsin Historical Society och New York Public Library for the Performing Arts, Billy Rose Theatre Division.

## Berättarstil
Chayefsky hade fått rykte att vara realist genom sina TV-manus. Hans pjäser sändes direkt, väl anpassade till TV:s lilla format med fokus på dialog framför action. Hans teman var ofta en beskrivning av människans villkor, med hårt arbetande människors strävan till att behålla sin svårvunna medelklasstatus. Hans huvudpersoner brottades med personliga problem som ensamhet, samhällets anpassningskrav eller oförmåga att framgångsrikt hantera sina egna känslor.

## Filmografi
- 1945 – Den stora invasionen (ej krediterad; med Garson Kanin)
- 1955 – Plats för skratt (med Lamar Trotti)
- 1955 – Marty
- 1956 – Ett enkelt bröllop
- 1957 – Svensexa
- 1958 – Gudinnan
- 1959 – Brittsommar
- 1964 – Krig och feg eller Förste man på Omaha beach
- 1969 – Guldrushens glada dagar (med Alan Jay Lerner)
- 1971 – Kliniken
- 1976 – Network
- 1980 – Experimentet
- 1983 – The Habakkuk Conspiracy

## TV-manus (urval)
- 1950-55 Danger
- 1951-52 Manhunt
- 1951-60 Goodyear Playhouse
- 1952-54 Philco Television Playhouse
- 1952 Holiday Song
- 1952 The Reluctant Citizen
- 1953 Printer's Measure
- 1953 Marty
- 1953 The Big Deal
- 1953 The Bachelor Party
- 1953 The Sixth Year
- 1953 Catch My Boy On Sunday
- 1954 The Mother
- 1954 Middle of the Night
- 1955 The Catered Affair
- 1956 The Great American Hoax

## Scenuppsättningar
- No T.O. for Love (1945)
- Middle of the Night (1956)
- The Tenth Man (1959)
- Gideon (1961)
- The Passion of Josef D. (1964)
- The Latent Heterosexual (ursprunglig titel The Accountant's Tale or The Case of the Latent Heterosexual) (1968)

## Priser och utmärkelser
- Oscar för bästa manus efter förlaga, för Marty,  21 mars 1956[2]
- Golden Globe Award för bästa filmmanus, för Kliniken,  6 februari 1972[3]
- Oscar för bästa originalmanus, för Kliniken,  10 april 1972[4]
- Golden Globe Award för bästa filmmanus, för Network,  29 januari 1977[3]
- Oscar för bästa originalmanus, för Network,  28 mars 1977[5]
- Purpurhjärtat

[Redigera Wikidata]